# Anaconda (Film)
Anaconda (Alternativtitel: Anaconda – It Will Take Your Breath Away) ist ein US-amerikanischer Spielfilm aus dem Jahr 1997.

## Handlung
Der Film beginnt mit einer Szene im brasilianischen Dschungel, in der das Hausboot eines Wilderers von einem großen unbekannten Tier angegriffen wird. Nachdem der Funkspruch um Hilfe erfolglos verläuft und keine Fluchtmöglichkeit mehr besteht, begeht er Suizid, bevor das Tier ihn erreicht.
Unterdessen plant ein Filmteam des National Geographic eine Dokumentation über einen nahezu unbekannten Indianerstamm zu drehen. Die Expedition wird geleitet von Prof. Steven Cale, der von der Regisseurin Terri Flores, dem Kameramann Danny Rich, dem Tontechniker Gary Dixon, der Produktionsmanagerin Denise Kalber, dem Erzähler Warren Westridge und dem einheimischen Bootsführer Mateo begleitet wird. Während der Bootsfahrt zum vermuteten Aufenthaltsort der Indianer trifft die Crew auf den auf einem Kleinboot gestrandeten Schlangenjäger Paul Sarone. Dieser lebt seit Jahren im Amazonasgebiet und lässt die Crew im Glauben, er kenne den Indianerstamm und dessen Aufenthaltsort.
Als während der Fahrt ein Seil in die Schiffsschraube gerät, taucht Cale unter das Boot. Er wird von einer in einem Atemregler versteckten Wespe in den Rachen gestochen und verliert das Bewusstsein. Sarone rettet ihn mit einem Luftröhrenschnitt vor dem Ersticken und schlägt eine Abkürzung vor, um Cale zügig ins Krankenhaus zu bringen. Trotz des Misstrauens gegenüber Sarone willigt die Crew ein. Der von Sarone vorgeschlagene Weg wird durch eine Holzbarriere blockiert, welche er sprengt. Durch die Erschütterung rollen die Benzinfässer des Bootes bis auf eines in den Fluss. Das Team passiert das verlassene Hausboot des Wilderers. Danny, Mateo und Sarone schwimmen zu dem Hausboot und durchsuchen es erfolglos nach Benzin. In einem unbeobachteten Moment wird Mateo von einer Anakonda angegriffen und getötet.
Die Crew entschließt sich, eine Nacht auf Mateo zu warten. Sarone versucht, die Anwesenden davon zu überzeugen, mit ihm eine Anakonda zu fangen, um diese für eine hohe Summe zu verkaufen, stößt jedoch auf breite Ablehnung. Einzig Gary stellt sich auf Sarones Seite und beiden gelingt es, mit Waffengewalt das Boot zu übernehmen.
Mit einem erschossenen Affen lockt Sarone die Anakonda ans Boot, scheitert aber daran, diese zu betäuben. Die Schlange greift Gary an und umwickelt ihn. Terri versucht sie zu erschießen, jedoch reißt ihr Sarone das Gewehr aus der Hand. Gary wird von der Anakonda getötet und gefressen. Die restliche Crew schafft es, den bewaffneten Sarone zu überlisten und zu fesseln. Terri entdeckt einen alten Zeitungsartikel, in dem Sarone gemeinsam mit Mateo und dem Wilderer beim Fang einer Anakonda gezeigt wird, und begreift, dass es einzig Sarones Plan war, die Crew in das Gebiet der Anakonda zu lotsen.
Etwas später läuft das Boot nahe einem Wasserfall auf Grund. Während Terri, Danny und Westridge ins Wasser springen und versuchen, das Boot flottzukriegen, tötet der gefesselte Sarone Denise mit seinen Beinen und befreit sich. Plötzlich erscheint die Anakonda im Wasser. Terri und Danny können sich zurück auf das Boot retten, wo sie in einen Kampf mit Sarone verwickelt werden. Westridge versucht den Felsen des Wasserfalls hinaufzuklettern, um der Anakonda zu entkommen, wird jedoch von dieser getötet. Ein auf dem Felsen stehender Baum bricht unter dem Gewicht der Anakonda zusammen und stürzt auf das Boot. Die Anakonda umwickelt nun Danny, aber Terri tötet die Schlange mit einem Gewehr. Sarone greift Terri und Danny erneut an. Cale, der durch die Erschütterung kurzzeitig zu Bewusstsein kam, betäubt Sarone mit einem Pfeil. Danach stößt Danny ihn in den Fluss.
Während der Weiterfahrt entdecken Terri und Danny eine verlassene Behausung und durchsuchen diese nach Benzin. Aus dem Hinterhalt taucht Sarone auf, überwältigt und fesselt beide, um sie als Köder für eine andere Anakonda zu benutzen. Als die Anakonda Terri und Danny umwickelt, versucht Sarone, sie in einem Netz zu fangen und zu betäuben, was ihm misslingt. Sarone wird daraufhin von der Schlange getötet und gefressen. Terri und Danny gelingt es, die Schlange in einen Schornstein zu locken, um sie dort mit Benzin anzuzünden. Der Schornstein explodiert und die brennende Anakonda stürzt in den Fluss, bäumt sich allerdings noch einmal kurz auf, bevor sie von Danny mit einer Axt erschlagen wird.
Terri, Danny und der wieder aufgewachte Cale setzen ihre Fahrt fort und stoßen dabei auf den von ihnen gesuchten Indianerstamm.

## Kritiken
James Berardinelli schrieb auf movie-reviews.colossus.net, der Film würde ihm gefallen, wenn er immer noch ein Kind wäre. Die Handlung kritisierte er als „dünn“ (thin), die Charaktere als „uninteressant“. Die computeranimierten Bilder der Schlange fand er nicht überzeugend.
Roger Ebert bezeichnete den Film in der Chicago Sun-Times vom 11. April 1997 als eine „Unterhaltung für ein breites Publikum“. Er lobte die Regie von Luis Llosa und die Darstellung von Jon Voight.
Das Lexikon des internationalen Films schrieb: „Anspruchsloser Horrorfilm, der unter der rudimentären Figurenzeichnung und wenig überzeugenden Tricks leidet.“
Das Urteil der Online-Plattform OutNow.CH lautet: „Anaconda ist ein mäßig spannender … Monsterstreifen, der weder in der Story noch mit den Schauspielern wirklich Überraschungen bietet. Die Schockmomente zünden selten und wegen seiner berechenbaren Handlung verschenkt er sehr viel Atmosphäre.“

## Auszeichnungen
Jennifer Lopez gewann 1998 den American Latino Media Arts Award und wurde für den Saturn Award sowie für den Blockbuster Entertainment Award nominiert. Eine weitere Nominierung für den Saturn Award erhielt der Film als Bester Horrorfilm. Er gewann 1998 den World Animation Celebration Award und wurde für den Imagen Foundation Award nominiert. Randy Edelman gewann 1998 den BMI Film Music Award.
Der Film erhielt 1998 sechs Nominierungen für den Negativpreis Goldene Himbeere: Schlechtester Film (Verna Harrah, Carole Little und Leonard Rabinowitz), Schlechtester Darsteller (Jon Voight), Schlechtester Regisseur (Luis Llosa), Schlechtestes Drehbuch (Hans Bauer, Jim Cash und Jack Epps Jr.), Schlechtestes Filmpaar (Jon Voight und die animatronische Anakonda), Schlechtester neuer Filmstar (die animatronische Anakonda).

## Produktion
Für die Produktion zeichnet CL Cinema Line Films Corporation verantwortlich.

## Synchronisation
Die deutsche Synchronisation entstand nach einem Dialogbuch von Tobias Meister unter seiner Dialogregie im Auftrag der Interopa Film GmbH in Berlin.
| Darsteller          | Rolle                  | Synchronsprecher         |
| ------------------- | ---------------------- | ------------------------ |
| Jennifer Lopez      | Terri Flores           | Judith Brandt            |
| Ice Cube            | Danny Rich             | Tobias Meister           |
| Jon Voight          | Paul Sarone            | Engelbert von Nordhausen |
| Jonathan Hyde       | Warren Westridge       | Norbert Gescher          |
| Eric Stoltz         | Dr. Steve Cale         | Benjamin Völz            |
| Owen Wilson         | Gary Dixon             | Nicolas Böll             |
| Kari Wührer         | Denise Kalber          | Maud Ackermann           |
| Vincent Castellanos | Mateo                  | Ingo Albrecht            |
| Danny Trejo         | Wilderer im Film-Intro | Charles Mendonca         |

## Fortsetzungen
Im Jahr 2004 entstand unter der Regie von Dwight H. Little der Film Anacondas: Die Jagd nach der Blut-Orchidee. Für das US-amerikanische Fernsehen inszenierte Don E. FauntLeRoy zwei weitere Fortsetzungen: Anaconda – Offspring (2008) sowie Anacondas – Trail of Blood (2009). 2015 entstand Lake Placid vs. Anaconda, der ein Crossover zur Filmreihe Lake Placid darstellt.